# Le Grand Retour (chanson)
Pour les articles homonymes, voir Le Grand Retour.
Singles de Alain Chamfort
Ça ne fait rien
(2000) Sinatra
(2003)
Le Grand Retour est une chanson d'Alain Chamfort parue sur l'album Le Plaisir, en 2003. Il s'agit du premier extrait de l'album à paraître en single.

## Classements

### Classements hebdomadaires
| Classement (2003)               | Meilleure position |
| ------------------------------- | ------------------ |
| Belgique (Wallonie Ultratip 50) | 2                  |